# Yebra de Basa (kommunhuvudort)
Yebra de Basa är en kommunhuvudort i Spanien.   Den ligger i provinsen Provincia de Huesca och regionen Aragonien, i den nordöstra delen av landet, 400 km nordost om huvudstaden Madrid. Yebra de Basa ligger 886 meter över havet och antalet invånare är 165.
Terrängen runt Yebra de Basa är huvudsakligen kuperad, men norrut är den bergig. Runt Yebra de Basa är det glesbefolkat, med 10 invånare per kvadratkilometer. Närmaste större samhälle är Sabiñánigo, 7,8 km nordväst om Yebra de Basa. I omgivningarna runt Yebra de Basa växer i huvudsak barrskog.